# Jeanne de Abcoude
Jeanne de Abcoude (en néerl. Johanna van Abcoude) (vers 1375 - Wijk bij Duurstede, 10 janvier 1411) était l'épouse d'origine noble du chevalier Jean Ier de Brederode. Elle passa une grande partie de sa vie comme religieuse dans un couvent dominicain.

## Biographie
Johanna est née vers 1375 et c'est une fille de Guillaume de Abcoude (nl) et Maria van Walcourt. Son grand-père était Gijsbrecht van Abcoude qui a été membre du conseil du comte de 1359 à 1379. Abcoude était un vaste manoir à la frontière de la Hollande et du Sticht. C'était un fief de l'évêque d'Utrecht. Le château ancestral était situé dans la zone frontalière avec la Hollande. Les Abcoude possédaient de vastes possessions autour de la ville fluviale d'importance, Wijk bij Duurstede. Ils possédaient un château fort à cet endroit : le château de Duurstede. Jeanne y a grandi avec ses deux frères: Jan et Gijsbrecht. Jeanne était une héritière de plein droit. Son frère n'avait pas une forte personnalité, donc la perspective d'une vie confortable et riche s'offrait à Jeanne.
En 1392, Jeanne épousa le chevalier Jean de Brederode, faisant d'elle une Dame de Brederode. Les Abcoude étaient généralement de même statut que les Brédérode. Jean a dû verser une somme importante à son beau-père en guise de dot, ce qui l'a profondément endetté. Jean et Jeanne sont restés sans enfants contre leur gré.
Jeanne a quitté son titre de Dame de Brederode en 1402, en entrant dans le monastère pour échapper aux dettes causées par la dot. Son mari Jean a fait de même. En grande partie, le mariage a provoqué cette situation. Elle rejoint donc les dominicains de Maria Magdalena à Wijk bij Duurstede, sur l'insistance de son mari, car elle ne pouvait lui donner aucune progéniture ni héritage. Dans ce monastère qui avait été fondé par son père, elle y a fait vœu éternel de suivre une vie monastique. Au monastère, son directeur de conscience était Hubertus Schenck.
En 1410, après la mort de son beau-père, Jean de Brederode s'est échappé du monastère de chartreux dans lequel il séjournait jusque-là pour sortir Jeanne du couvent dominicain, afin qu'ils puissent reprendre leur vie commune. Ils ne s'étaient pas vus depuis neuf ans à ce moment-là. À Wijk bij Duurstede, Jean a tenter de rejoindre Jeanne. Cependant, cette tentative n'ayant pas abouti, il s'est emporté, a sorti son épée et a attaqué les religieuses et les pères. Cet événement est documenté dans la Chronique de Schönensteinbach. Il y est rapporté que l'évêque  Frédéric de Blankenheim a questionné Jeanne à propos du choix qu'elle voulait suivre : si elle voulait aller rejoindre son mari ou si elle voulait rester au monastère. Elle aurait déclaré qu'elle ne voudrait jamais quitter son ordre religieux, et s'en est retournée au monastère. Son mari a été arrêté et emprisonné.
Jeanne est décédée au couvent dominicain le 10 janvier 1411, peu de temps après les événements de 1410, alors qu'elle avait environ trente-cinq ans. Sa mort a été enregistrée dans les annales des chartreux, qui l'ont commémorée avec un tricenarium per totam ordinem, ce qui signifie que tous les chartreux d'Europe ont honoré son nom lors de la messe pendant trente jours. Rien n'est certain sur la cause de la mort de Jeanne. Cependant, selon de nombreuses chroniques médiévales, elle est morte le cœur brisé. Elle a été enterrée dans son propre monastère, dans la tombe familiale où ses parents et son frère étaient déjà inhumés.

## Source
- Frits van Oostrom, Nobel streven. Het onwaarschijnlijke maar waargebeurde verhaal van ridder Jan van Brederode. Amsterdam, Prometheus, 2017.